# Neukieritzsch
Neukieritzsch – niemiecka miejscowość i gmina położona na terenie kraju związkowego Saksonia, w okręgu administracyjnym Lipsk, w powiecie Lipsk (do 31 lipca 2008 w powiecie Leipziger Land), na południe od Lipska. Neukieritzsch liczy ok. 50,34 km² i 5,7 tys. mieszkańców.
1 stycznia 2011 do gminy przyłączono gminę Deutzen.
W mieście jest stacja kolejowa Neukieritzsch.

## Dzielnice gminy
- Deutzen
- Großzössen
- Kahnsdorf
- Kieritzsch
- Lippendorf - 29 stycznia 1499 urodziła się Katarzyna von Bora, małżonka Marcina Lutra
- Lobstädt od 2008

## Współpraca
- Deizisau, Badenia-Wirtembergia